# 切奥尔
切奧爾是592年—597年的威塞克斯國王。
切奧爾是金里克之孫、庫薩（Cutha）之子，從591或592年至597年在位。依據《盎格魯-撒克遜編年史》，他於591年開始掌權，直到次年，才在威爾特郡的沃登斯巴羅戰役中趕走他的叔叔查烏林，因此拒絕將王位授予合法繼承人查烏林的兒子庫斯懷恩（Cuthwine）。
他死後，王位傳給他的兄弟切奧爾伍爾夫。由於他的兒子辛尼吉爾斯可能還太年輕，無法繼承王位，所以將王位傳給弟弟，這可能是撒克遜人的習俗。